# Plinthanthesis
Plinthanthesis és un gènere de plantes de la família de les poàcies. És originari d'Austràlia. Fou descrit per Jan Frederik Veldkamp.
Alguns autors ho inclouen en el gènere Rytidosperma i Danthonia sensu lato.
El nom del gènere deriva del grec plinthos (sòcol) i anthos (flor), referint-se a la inflorescència en forma de ram.

## Espècies seleccionades
- Plinthanthesis paradoxa  R. Br.
- Plinthanthesis rodwayi  Hubb.
- Plinthanthesis tenuior  Steud.
- Plinthanthesis urvillei Steud.